# Barbara Schmidt (Designerin)
Barbara Schmidt (* 1967 in Berlin) ist Designerin mit Schwerpunkt Porzellan. Sie hat an der Burg Giebichenstein Hochschule für Kunst und Design Halle studiert und arbeitet seit 1991 als Designerin bei der KAHLA/Thüringen Porzellan GmbH. Dort entwickelt sie Geschirr.
Seit 2013 ist Barbara Schmidt Professorin für Experimentelles Design an der Weißensee Kunsthochschule Berlin.
Ihre Arbeiten wurden mit über 40 Designpreisen ausgezeichnet. Sie wirkte an zahlreichen nationalen und internationalen Ausstellungen mit, darunter im Museum of Arts and Design in New York. Sie erhielt u. a. den Good Design Award und den Design Plus Award. 2017 wurde sie mit dem Kunstpreis des Landes Sachsen-Anhalt ausgezeichnet.